# Pfeiffera micrantha
A Pfeiffera micrantha egy 1994-ben felfedezett epifita kaktusz.

## Jellemzői
Szára kezdetben felegyenesedő, később lecsüngővé válik, tőből és szárán is gazdagon elágazik, hossza 100 cm lehet. Hajtásai 3 élűek, 15–20 mm vastagok, karéjosak, a karéjok 2–4 mm-esek, areolái görbe szőröket hordoznak, melyek hossza kevesebb 1,5 mm-nél, színük sárga vagy krémszínű. Tövisei 2-6-osával ülnek az areolákon, 5–10 mm hosszúak. Virágai az öreg szárak csúcsai jelennek meg. Csöves-hajlott formájúak, 27 mm hosszúak, csúcsán 4 mm szélesre nyílnak. A pericarpium 4 mm hosszú, 6 mm széles. Pikkelylevelek deltoid alakúak, 0,5–4 mm hosszúak. A szirmok 10 mm hosszúak és 5 mm szélesek, narancssárgák. Porzói sárgák, a bibeszál zöldes színű. Termése gömbölyded vagy hengeres, 10 mm hosszú, néhány pikkelylevelet hordoz. A hónaljukban sárgásbarna szőrökkel és néha 2 mm hosszú tövisekkel. Magjai 2 mm hosszúak, feketék. A Lymanbensonia subgenus tagja.

## Elterjedése
Peru: Puno, epifitikus 2100 m tengerszint feletti magasságban. Csak a leírás helyéről ismert.